# National Invitation Tournament 2023
El National Invitation Tournament 2023 fue la octogésima quinta edición del National Invitation Tournament. La disputan 32 equipos, seleccionados entre los que no participaron el Torneo de la NCAA de 2023. El torneo comenzará el 14 de marzo y finalizará el 30 del mismo mes. Las primeras tres rondas se jugaron en los campus, y la semifinal y la final del campeonato fueron en el Orleans Arena en Las Vegas Valley. El campeón fue North Texas, que derrotó a UAB en la final, logrando su primer título.

## Equipos seleccionados
Los equipos y emparejamientos para el NIT 2023 fueron dados a conocer por el Comité NIT el domingo 12 de marzo. En 2022, Xavier Musketeers ganó el título NIT.

### Clasificados automáticamente
| Equipo             | Conferencia | Record | Participaciones | Última invitación |
| ------------------ | ----------- | ------ | --------------- | ----------------- |
| Eastern Washington | Big Sky     | 22–10  | 2.º             | 2003              |
| UC Irvine          | Big West    | 23–11  | 7.º             | 2017              |
| Hofstra            | CAA         | 24–9   | 7.º             | 2019              |
| Youngstown State   | Horizon     | 24–9   | 1.º             | Nunca             |
| Yale               | Ivy League  | 21–8   | 2.º             | 2002              |
| Toledo             | MAC         | 27–7   | 10.º            | 2022              |
| Bradley            | MVC         | 25–9   | 22.º            | 2007              |
| Morehead State     | OVC         | 21–11  | 1.º             | Nunca             |
| Southern Miss      | Sun Belt    | 25–7   | 11.º            | 2014              |
| Alcorn State       | SWAC        | 18–13  | 4.º             | 2022              |
| Utah Valley        | WAC         | 25–8   | 2.º             | 2014              |

### Invitados
| Equipo           | Conferencia    | Record | Participaciones | Última invitación |
| ---------------- | -------------- | ------ | --------------- | ----------------- |
| Cincinnati       | American       | 21–12  | 11.º            | 2010              |
| Clemson          | ACC            | 23–10  | 18.º            | 2019              |
| Colorado         | Pac-12         | 17–16  | 13.º            | 2022              |
| Florida          | SEC            | 16–16  | 11.º            | 2022              |
| Liberty          | ASUN           | 26–8   | 1.º             | Nunca             |
| Michigan         | Big Ten        | 17–15  | 10.º            | 2007              |
| New Mexico       | Mountain West  | 22–11  | 20.º            | 2011              |
| Nor.º Texas      | Conference USA | 26–7   | 2.º             | 2022              |
| Oklahoma State   | Big 12         | 18–15  | 13.º            | 2018              |
| Oregon           | Pac-12         | 19–14  | 13.º            | 2022              |
| Rutgers          | Big Ten        | 19–14  | 15.º            | 2006              |
| Sam Houston      | WAC            | 25–7   | 2.º             | 2019              |
| Santa Clara      | West Coast     | 23–9   | 7.º             | 2022              |
| Seton Hall       | Big East       | 17–15  | 18.º            | 2012              |
| UAB              | Conference USA | 25–9   | 13.º            | 2016              |
| UCF              | American       | 18–14  | 3.º             | 2017              |
| Vanderbilt       | SEC            | 20–14  | 14.º            | 2022              |
| Villanova        | Big East       | 17–16  | 18.º            | 2004              |
| Virginia Tech    | ACC            | 19–14  | 14.º            | 2016              |
| Washington State | Pac-12         | 17–16  | 7.º             | 2022              |
| Wisconsin        | Big Ten        | 17–14  | 5.º             | 1996              |

### Declinaron la invitación
Los siguientes programas declinaron participar en el NIT 2023:
- Dayton[2]
- North Carolina[3]

## Cuadro final
|  | Primera ronda 14-15 de marzo | Primera ronda 14-15 de marzo | Primera ronda 14-15 de marzo |                    |                | Segunda ronda 18-19 de marzo | Segunda ronda 18-19 de marzo | Segunda ronda 18-19 de marzo |    |  | Cuartos de final 21-22 de marzo | Cuartos de final 21-22 de marzo | Cuartos de final 21-22 de marzo |  |
|  |                              |                              |                              |                    |                |                              |                              |                              |    |  |                                 |                                 |                                 |  |
|  |                              |                              |                              |                    |                |                              |                              |                              |    |  |                                 |                                 |                                 |  |
|  | 1                            | Oklahoma State^              | 69                           |                    |                |                              |                              |                              |    |  |                                 |                                 |                                 |  |
|  | 1                            | Oklahoma State^              | 69                           |                    |                |                              |                              |                              |    |  |                                 |                                 |                                 |  |
|  |                              | Youngstown State             | 64                           |                    |                |                              |                              |                              |    |  |                                 |                                 |                                 |  |
|  |                              | Youngstown State             | 64                           | 1                  | Oklahoma State | 71                           |                              |                              |    |  |                                 |                                 |                                 |  |
|  |                              |                              |                              | 1                  | Oklahoma State | 71                           |                              |                              |    |  |                                 |                                 |                                 |  |
|  |                              |                              |                              | Eastern Washington | 60             |                              |                              |                              |    |  |                                 |                                 |                                 |  |
|  | 4                            | Washington State             | 74                           | Eastern Washington | 60             |                              |                              |                              |    |  |                                 |                                 |                                 |  |
|  | 4                            | Washington State             | 74                           |                    |                |                              |                              |                              |    |  |                                 |                                 |                                 |  |
|  |                              | Eastern Washington           | 81                           |                    |                |                              |                              |                              |    |  |                                 |                                 |                                 |  |
|  |                              |                              |                              |                    |                |                              | 1                            | Oklahoma State               | 59 |  |                                 |                                 |                                 |  |
|  |                              |                              |                              |                    |                |                              |                              |                              | 59 |  |                                 |                                 |                                 |  |
|  |                              |                              | 2                            | North Texas        | 65*            |                              |                              |                              |    |  |                                 |                                 |                                 |  |
|  | 2                            | North Texas                  | 2                            | North Texas        | 65*            | 69                           |                              |                              |    |  |                                 |                                 |                                 |  |
|  | 2                            | North Texas                  |                              |                    |                |                              |                              |                              |    |  |                                 |                                 |                                 |  |
|  |                              | Alcorn State                 | 53                           |                    |                |                              |                              |                              |    |  |                                 |                                 |                                 |  |
|  |                              | Alcorn State                 | 53                           | 2                  | North Texas    | 75                           |                              |                              |    |  |                                 |                                 |                                 |  |
|  |                              |                              |                              | 2                  | North Texas    | 75                           |                              |                              |    |  |                                 |                                 |                                 |  |
|  |                              |                              | 3                            | Sam Houston        | 55             |                              |                              |                              |    |  |                                 |                                 |                                 |  |
|  | 3                            | Sam Houston^^                | 3                            | Sam Houston        | 55             | 58                           |                              |                              |    |  |                                 |                                 |                                 |  |
|  | 3                            | Sam Houston^^                |                              |                    |                |                              |                              |                              |    |  |                                 |                                 |                                 |  |
|  |                              | Santa Clara                  | 56                           |                    |                |                              |                              |                              |    |  |                                 |                                 |                                 |  |
|  |                              |                              |                              |                    |                |                              |                              |                              |    |  |                                 |                                 |                                 |  |
|  |                              |                              |                              |                    |                |                              |                              |                              |    |  |                                 |                                 |                                 |  |

^   Oklahoma State jugó su partido de primera ronda en Youngstown State debido a un conflicto de fechas en el Gallagher-Iba Arena.
^^  Sam Houston State jugó su partido de primera ronda en Santa Clara debido a un conflicto de fechas en el Bernard Johnson Coliseum.
|  | Primera ronda 14-15 de marzo | Primera ronda 14-15 de marzo | Primera ronda 14-15 de marzo |           |           | Segunda ronda 18-19 de marzo | Segunda ronda 18-19 de marzo | Segunda ronda 18-19 de marzo |    |  | Cuartos de final 21-22 de marzo | Cuartos de final 21-22 de marzo | Cuartos de final 21-22 de marzo |  |
|  |                              |                              |                              |           |           |                              |                              |                              |    |  |                                 |                                 |                                 |  |
|  |                              |                              |                              |           |           |                              |                              |                              |    |  |                                 |                                 |                                 |  |
|  | 1                            | Oregon                       | 84                           |           |           |                              |                              |                              |    |  |                                 |                                 |                                 |  |
|  | 1                            | Oregon                       | 84                           |           |           |                              |                              |                              |    |  |                                 |                                 |                                 |  |
|  |                              | UC Irvine                    | 58                           |           |           |                              |                              |                              |    |  |                                 |                                 |                                 |  |
|  |                              | UC Irvine                    | 58                           | 1         | Oregon    | 68                           |                              |                              |    |  |                                 |                                 |                                 |  |
|  |                              |                              |                              | 1         | Oregon    | 68                           |                              |                              |    |  |                                 |                                 |                                 |  |
|  |                              |                              |                              | UCF       | 54        |                              |                              |                              |    |  |                                 |                                 |                                 |  |
|  | 4                            | Florida                      | 49                           | UCF       | 54        |                              |                              |                              |    |  |                                 |                                 |                                 |  |
|  | 4                            | Florida                      | 49                           |           |           |                              |                              |                              |    |  |                                 |                                 |                                 |  |
|  |                              | UCF                          | 67                           |           |           |                              |                              |                              |    |  |                                 |                                 |                                 |  |
|  |                              |                              |                              |           |           |                              | 1                            | Oregon                       | 58 |  |                                 |                                 |                                 |  |
|  |                              |                              |                              |           |           |                              |                              |                              | 58 |  |                                 |                                 |                                 |  |
|  |                              |                              | 2                            | Wisconsin | 61        |                              |                              |                              |    |  |                                 |                                 |                                 |  |
|  | 2                            | Wisconsin                    | 2                            | Wisconsin | 61        | 81                           |                              |                              |    |  |                                 |                                 |                                 |  |
|  | 2                            | Wisconsin                    |                              |           |           |                              |                              |                              |    |  |                                 |                                 |                                 |  |
|  |                              | Bradley                      | 62                           |           |           |                              |                              |                              |    |  |                                 |                                 |                                 |  |
|  |                              | Bradley                      | 62                           | 2         | Wisconsin | 75                           |                              |                              |    |  |                                 |                                 |                                 |  |
|  |                              |                              |                              | 2         | Wisconsin | 75                           |                              |                              |    |  |                                 |                                 |                                 |  |
|  |                              |                              | 3                            | Liberty   | 71        |                              |                              |                              |    |  |                                 |                                 |                                 |  |
|  | 3                            | Liberty                      | 3                            | Liberty   | 71        | 62                           |                              |                              |    |  |                                 |                                 |                                 |  |
|  | 3                            | Liberty                      |                              |           |           |                              |                              |                              |    |  |                                 |                                 |                                 |  |
|  |                              | Villanova                    | 57                           |           |           |                              |                              |                              |    |  |                                 |                                 |                                 |  |
|  |                              |                              |                              |           |           |                              |                              |                              |    |  |                                 |                                 |                                 |  |
|  |                              |                              |                              |           |           |                              |                              |                              |    |  |                                 |                                 |                                 |  |

|  | Primera ronda 14-15 de marzo | Primera ronda 14-15 de marzo | Primera ronda 14-15 de marzo |             |             | Segunda ronda 18-19 de marzo | Segunda ronda 18-19 de marzo | Segunda ronda 18-19 de marzo |    |  | Cuartos de final 21-22 de marzo | Cuartos de final 21-22 de marzo | Cuartos de final 21-22 de marzo |  |
|  |                              |                              |                              |             |             |                              |                              |                              |    |  |                                 |                                 |                                 |  |
|  |                              |                              |                              |             |             |                              |                              |                              |    |  |                                 |                                 |                                 |  |
|  | 1                            | Rutgers                      | 86                           |             |             |                              |                              |                              |    |  |                                 |                                 |                                 |  |
|  | 1                            | Rutgers                      | 86                           |             |             |                              |                              |                              |    |  |                                 |                                 |                                 |  |
|  |                              | Hofstra                      | 88*                          |             |             |                              |                              |                              |    |  |                                 |                                 |                                 |  |
|  |                              | Hofstra                      | 88*                          |             | Hofstra     | 65                           |                              |                              |    |  |                                 |                                 |                                 |  |
|  |                              |                              |                              |             | Hofstra     | 65                           |                              |                              |    |  |                                 |                                 |                                 |  |
|  |                              |                              | 4                            | Cincinnati^ | 79          |                              |                              |                              |    |  |                                 |                                 |                                 |  |
|  | 4                            | Cincinnati                   | 4                            | Cincinnati^ | 79          | 81                           |                              |                              |    |  |                                 |                                 |                                 |  |
|  | 4                            | Cincinnati                   |                              |             |             |                              |                              |                              |    |  |                                 |                                 |                                 |  |
|  |                              | Virginia Tech                | 72                           |             |             |                              |                              |                              |    |  |                                 |                                 |                                 |  |
|  |                              |                              |                              |             |             |                              | 4                            | Cincinnati^^                 | 68 |  |                                 |                                 |                                 |  |
|  |                              |                              |                              |             |             |                              |                              |                              | 68 |  |                                 |                                 |                                 |  |
|  |                              |                              |                              | Utah Valley | 74          |                              |                              |                              |    |  |                                 |                                 |                                 |  |
|  | 2                            | New Mexico                   | 69                           | Utah Valley | 74          |                              |                              |                              |    |  |                                 |                                 |                                 |  |
|  | 2                            | New Mexico                   | 69                           |             |             |                              |                              |                              |    |  |                                 |                                 |                                 |  |
|  |                              | Utah Valley                  | 83                           |             |             |                              |                              |                              |    |  |                                 |                                 |                                 |  |
|  |                              | Utah Valley                  | 83                           |             | Utah Valley | 81                           |                              |                              |    |  |                                 |                                 |                                 |  |
|  |                              |                              |                              |             | Utah Valley | 81                           |                              |                              |    |  |                                 |                                 |                                 |  |
|  |                              |                              | 3                            | Colorado    | 69          |                              |                              |                              |    |  |                                 |                                 |                                 |  |
|  | 3                            | Colorado                     | 3                            | Colorado    | 69          | 65                           |                              |                              |    |  |                                 |                                 |                                 |  |
|  | 3                            | Colorado                     |                              |             |             |                              |                              |                              |    |  |                                 |                                 |                                 |  |
|  |                              | Seton Hall                   | 64                           |             |             |                              |                              |                              |    |  |                                 |                                 |                                 |  |
|  |                              |                              |                              |             |             |                              |                              |                              |    |  |                                 |                                 |                                 |  |
|  |                              |                              |                              |             |             |                              |                              |                              |    |  |                                 |                                 |                                 |  |

^  Cincinnati jugó su partido de segunda ronda en Hofstra debido a que su cancha local, el Fifth Third Arena, está siendo renovada.
^^  Cincinnati jugó su partido de tercera ronda en Utah Valley debido a que su cancha local, el Fifth Third Arena, está siendo renovada.
|  | Primera ronda 14-15 de marzo | Primera ronda 14-15 de marzo | Primera ronda 14-15 de marzo |            |                | Segunda ronda 18-19 de marzo | Segunda ronda 18-19 de marzo | Segunda ronda 18-19 de marzo |    |  | Cuartos de final 21-22 de marzo | Cuartos de final 21-22 de marzo | Cuartos de final 21-22 de marzo |  |
|  |                              |                              |                              |            |                |                              |                              |                              |    |  |                                 |                                 |                                 |  |
|  |                              |                              |                              |            |                |                              |                              |                              |    |  |                                 |                                 |                                 |  |
|  | 1                            | Clemson                      | 64                           |            |                |                              |                              |                              |    |  |                                 |                                 |                                 |  |
|  | 1                            | Clemson                      | 64                           |            |                |                              |                              |                              |    |  |                                 |                                 |                                 |  |
|  |                              | Morehead State               | 68                           |            |                |                              |                              |                              |    |  |                                 |                                 |                                 |  |
|  |                              | Morehead State               | 68                           |            | Morehead State | 59                           |                              |                              |    |  |                                 |                                 |                                 |  |
|  |                              |                              |                              |            | Morehead State | 59                           |                              |                              |    |  |                                 |                                 |                                 |  |
|  |                              |                              | 4                            | UAB        | 77             |                              |                              |                              |    |  |                                 |                                 |                                 |  |
|  | 4                            | UAB                          | 4                            | UAB        | 77             | 88                           |                              |                              |    |  |                                 |                                 |                                 |  |
|  | 4                            | UAB                          |                              |            |                |                              |                              |                              |    |  |                                 |                                 |                                 |  |
|  |                              | Southern Miss                | 60                           |            |                |                              |                              |                              |    |  |                                 |                                 |                                 |  |
|  |                              |                              |                              |            |                |                              | 4                            | UAB                          | 67 |  |                                 |                                 |                                 |  |
|  |                              |                              |                              |            |                |                              |                              |                              | 67 |  |                                 |                                 |                                 |  |
|  |                              |                              | 2                            | Vanderbilt | 59             |                              |                              |                              |    |  |                                 |                                 |                                 |  |
|  | 2                            | Vanderbilt                   | 2                            | Vanderbilt | 59             | 71                           |                              |                              |    |  |                                 |                                 |                                 |  |
|  | 2                            | Vanderbilt                   |                              |            |                |                              |                              |                              |    |  |                                 |                                 |                                 |  |
|  |                              | Yale                         | 62                           |            |                |                              |                              |                              |    |  |                                 |                                 |                                 |  |
|  |                              | Yale                         | 62                           | 2          | Vanderbilt     | 66                           |                              |                              |    |  |                                 |                                 |                                 |  |
|  |                              |                              |                              | 2          | Vanderbilt     | 66                           |                              |                              |    |  |                                 |                                 |                                 |  |
|  |                              |                              | 3                            | Michigan   | 65             |                              |                              |                              |    |  |                                 |                                 |                                 |  |
|  | 3                            | Michigan                     | 3                            | Michigan   | 65             | 90                           |                              |                              |    |  |                                 |                                 |                                 |  |
|  | 3                            | Michigan                     |                              |            |                |                              |                              |                              |    |  |                                 |                                 |                                 |  |
|  |                              | Toledo                       | 80                           |            |                |                              |                              |                              |    |  |                                 |                                 |                                 |  |
|  |                              |                              |                              |            |                |                              |                              |                              |    |  |                                 |                                 |                                 |  |
|  |                              |                              |                              |            |                |                              |                              |                              |    |  |                                 |                                 |                                 |  |

|  | Semifinales 28 de marzo Orleans Arena | Semifinales 28 de marzo Orleans Arena | Semifinales 28 de marzo Orleans Arena |     |    | Final 30 de marzo Orleans Arena | Final 30 de marzo Orleans Arena | Final 30 de marzo Orleans Arena |  |
|  |                                       |                                       |                                       |     |    |                                 |                                 |                                 |  |
|  |                                       |                                       |                                       |     |    |                                 |                                 |                                 |  |
|  | 2                                     | North Texas                           | 56                                    |     |    |                                 |                                 |                                 |  |
|  | 2                                     | North Texas                           | 56                                    |     |    |                                 |                                 |                                 |  |
|  | 2                                     | Wisconsin                             | 54                                    |     |    |                                 |                                 |                                 |  |
|  | 2                                     | Wisconsin                             | 54                                    |     | 2  | North Texas                     | 68                              |                                 |  |
|  |                                       |                                       |                                       |     | 2  | North Texas                     | 68                              |                                 |  |
|  |                                       |                                       | 4                                     | UAB | 61 |                                 |                                 |                                 |  |
|  |                                       | Utah Valley                           | 4                                     | UAB | 61 | 86                              |                                 |                                 |  |
|  |                                       | Utah Valley                           |                                       |     |    | 86                              |                                 |                                 |  |
|  | 4                                     | UAB                                   | 88*                                   |     |    |                                 |                                 |                                 |  |
|  | 4                                     | UAB                                   | 88*                                   |     |    |                                 |                                 |                                 |  |
|  |                                       |                                       |                                       |     |    |                                 |                                 |                                 |  |

* Denota partido con prórroga.
| Campeón del NIT 2023    |
| ----------------------- |
| North Texas 1.er título |